# Georg Seeßlen

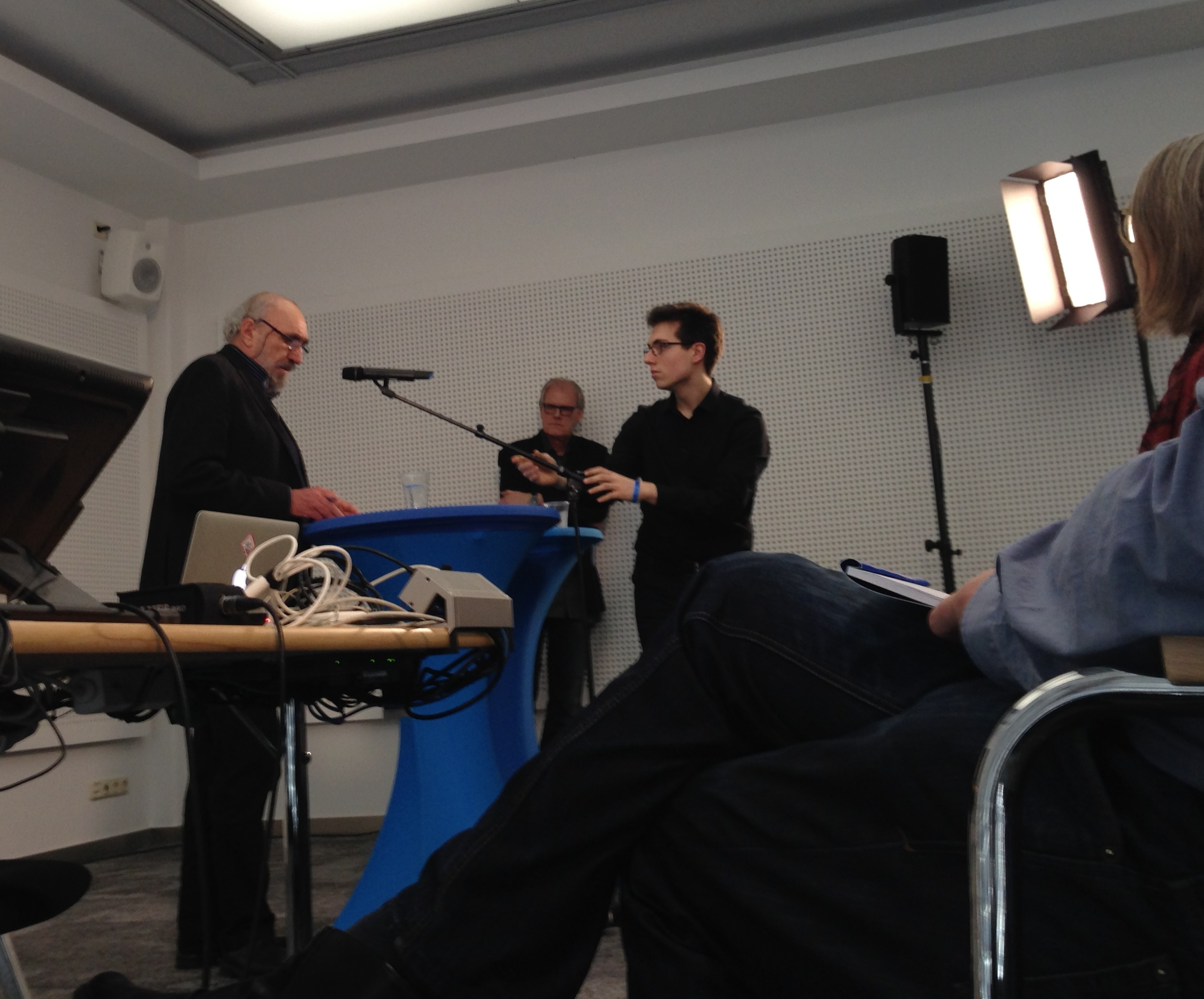
Georg Seeßlen während seines Vortrags beim „Kölner Kongress 2017“

Georg Seeßlen (* 1948 in München) ist ein deutscher Autor, Feuilletonist, Cineast sowie Film- und Kulturkritiker.

## Leben
Seeßlen studierte Malerei bei Karl Fred Dahmen, Kunstgeschichte und Semiologie an der Ludwig-Maximilians-Universität in München.
Er war Dozent an verschiedenen Hochschulen im In- und Ausland. Er arbeitet als freier Autor zu gesellschaftlichen, kulturellen und Film-Themen, für u. a. epd Film, Frankfurter Rundschau, Der Freitag, Jungle World, konkret, Der Tagesspiegel,  taz, Die Zeit und Das Science Fiction Jahr und veröffentlichte zahlreiche Bücher dazu. Für den Hörfunk schreibt Seeßlen regelmäßig Features, die sich mit aktuellen Tendenzen des Kinos und der populären Kultur auseinandersetzen, zumeist in Zusammenarbeit mit Markus Metz, mit dem er mehr als ein Dutzend Bücher herausbrachte.
Seeßlen wurde auf der Frühjahrs-Mitgliederversammlung der Akademie der Künste Berlin am 25. Mai 2013 als neues Mitglied in die Sektion Film- und Medienkunst gewählt. Er ist Mitgründer des PEN Berlin.
Georg Seeßlen lebt in Kaufbeuren und in Ligurien.

## Themen und Positionen
Seeßlen beschäftigt sich in seinen Filmkritiken und Büchern kritisch mit aktuellen gesellschaftlichen Entwicklungen. In neueren Veröffentlichungen wie Orgasmus und Alltag setzt sich Seeßlen mit dem Fernsehen und mit aktuellen politischen Ereignissen auseinander. Seeßlen sieht Unterhaltung politisch. So hätten etwa die Telenovelas in Lateinamerika schon vor Jahrzehnten die Ausbeutung der Frauen in der familiären Schattenwirtschaft begleitet, in Deutschland sei es nicht anders: „Der Fernsehnachmittag gehört den Verlierer-Frauen des Neoliberalismus“. In einem Interview vertrat Seeßlen 2016 die Hoffnung, Flüchtlinge könnten Europa vor seiner „weiteren Verrohung und Verblödung“ retten. In einem Essay vertrat er im Februar 2017 die These, „die letzte verbliebene Waffe der Linken und Liberalen“ sei die Sprache, die Rechtspopulisten wie Donald Trump „vergiften“.

## Rezeption
Jan Distelmeyer besprach 2004 Seeßlens Scorsese-Biographie:

„Wie kann man der Fülle gerecht werden? […] Eigen, weil den Verzweigungen nicht unbedingt widerspruchslos zu folgen ist, weil diese Souveränität sich auf eine in der deutschen Filmpublizistik einzigartige Kombination von Kenntnisreichtum und Beobachtungsgabe stützt, und weil Seeßlen diese semiotisch-kulturkritische Methode seit über 25 Jahren zu seiner persönlichen gemacht hat. […] ‚Martin Scorsese‘ ist so sehr ein persönliches und darin paradigmatisches Buch, dass es das Buch ‚Georg Seeßlen‘ geradezu herausfordert.“

## Auszeichnung
Die Jury des Bert-Donnepp-Preises erkannte Seeßlen den Medienpublizistik-Preis für das Jahr 2017 zu. Sie würdigte sein langjähriges medienpublizistisches Werk. Er sei ein sehr genauer Beobachter und gewinne Fernseh-Comedyformaten oder dem Eurovision Song Contest Einsichten ab, „die für den Leser gesellschaftspolitisch erhellend sein können“. Im Februar 2024 wurde ihm der Lessing-Preis für Kritik von der Jury der Lessing-Akademie und der Stadt Wolfenbüttel zugesprochen.

## Schriften (Auswahl)
- Der Asphalt-Dschungel. Eine Einführung in die Mythologie, Geschichte und Theorie des amerikanischen Gangster-Films, München 1977
- mit Fernand Jung und Claudius Weil: Der Horror-Film. 2 Bände. München 1977.
- mit Christoph Fritze und Claudius Weil: Der Abenteurer. Geschichte und Mythologie des Abenteuer-Films. Reinbek 1983.
- Der pornographische Film, Frankfurt am Main und Berlin 1990 (ISBN 3-550-06438-1)
- Faust. Materialien zu einem Film von Peter Gorski. Gustaf Gründgens Meisterwerk. Duisburg 1992 (ISBN 3-88932-050-3)
- L’homme fatale. Die Verführung der Melancholie: Der Schauspieler Adolf Wohlbrück und seine Filme. In: Christian Cargnelli, Michael Omasta (Hrsg.): Aufbruch ins Ungewisse. Österreichische Filmschaffende in der Emigration vor 1945. Band 1. Wespennest, Wien 1993, ISBN 3-85458-503-9, S. 29–38.
- Western. Geschichte und Mythologie des Westernfilms, Marburg 1995
- Clint Eastwood trifft Federico Fellini. Essays zum Kino, Berlin 1996 (ISBN 3-929470-05-5)
- Natural born Nazis, Berlin 1996
- Erotik, Marburg 1996
- mit Lars-Olav Beier (Hrsg.): Alfred Hitchcock, film 7, Berlin 1999 (ISBN 3-929470-76-4)
- Copland: Geschichte und Mythologie des Polizeifilms, Marburg 1999
- mit Fernand Jung: Stanley Kubrick und seine Filme. 3., verbesserte und ergänzte Auflage. Schüren, Marburg 2008, ISBN 978-3-89472-312-5.
- mit Peter Körte (Hrsg.): Joel & Ethan Coen, film: 2, Berlin 2000 (ISBN 3-929470-98-5)
- Orgasmus und Alltag. Kreuz- und Querzüge durch den medialen Mainstream, KVV Konkret, Hamburg 2000, ISBN 978-3-930786-30-5.
- Ein unschuldiger Blick auf die Welt? Steven Spielberg und seine Filme, Marburg 2001 (ISBN 3-89472-335-1)
- David Lynch und seine Filme, Marburg 2002 (6., erweiterte und überarbeitete Auflage, Arte-Edition, Marburg 2007, ISBN 978-3-89472-437-5 oder ISBN 3-89472-437-4)
- mit Fernand Jung: Science Fiction, Marburg 2002
- Die Matrix entschlüsselt, Berlin 2003 (ISBN 3-86505-151-0)
- Martin Scorsese, film: 6, Berlin 2003 (ISBN 3-929470-72-1)
- Drew Barrymore, Stars! 4, Berlin 2003 (ISBN 3-929470-34-9)
- mit Peter Körte und Robert Fischer: Quentin Tarantino, film: 1, 4. erweiterte und komplett neu bearbeitete Auflage, Berlin 2004 (ISBN 3-929470-88-8)
- mit Fernand Jung: Horror. Geschichte und Mythologie des Horrorfilms, Grundlagen des populären Films, Marburg 2006, ISBN 3-89472-430-7.
- Quentin Tarantino gegen die Nazis. Alles über Inglourious Basterds. 2. korrigierte und erweiterte Auflage, Bertz + Fischer, Berlin 2010, ISBN 978-3-86505-702-0.
- mit Markus Metz: Blödmaschinen. Die Fabrikation der Stupidität. edition suhrkamp 2609. Berlin 2011, ISBN 978-3-518-12609-7.
- Filmwissen: Abenteuer. Grundlagen des populären Films. Schüren, Marburg 2011, ISBN 978-3-89472-704-8. (Erweiterte Neuauflage der Ausgabe von 1996)
- mit Markus Metz: Bürger erhebt Euch! Laika, Hamburg 2012, ISBN 978-3-942281-11-9.
- mit Markus Metz: Wir Untote Über Posthumane, Zombies, Botox-Monster und andere Über- und Unterlebensformen in Life Science & Pulp Fiction. Matthes & Seitz Berlin, Berlin 2012, ISBN 978-3-88221-563-2.
- Spuren der Liebe in den Filmen von Michael Haneke. In: Michael Haneke: Liebe. Das Buch. Hanser Berlin / München 2012, ISBN 978-3-446-24027-8, S. 173–206.
- Dietmar Schönherr. Von den phantastischen Abenteuern des Raumschiffes Orion zu Wünsch dir was. 1. Auflage. Reichelt und Brockmann, Mannheim 2012, ISBN 978-3-923801-60-2.
- Lars von Trier goes Porno: (nicht nur) über NYMPHOMANIAC, Bertz + Fischer, Berlin 2014, ISBN 978-3-86505-726-6.
- mit Markus Metz: Geld frisst Kunst – Kunst frisst Geld. Ein Pamphlet suhrkamp, Berlin 2014, ISBN 978-3-518-12675-2.
- Digitales Dating. Liebe und Sex in Zeiten des Internets, Bertz + Fischer, Berlin 2015, ISBN 978-3-86505-732-7.
- mit Markus Metz: Hass und Hoffnung. Deutschland, Europa und die Flüchtlinge, Bertz + Fischer, Berlin 2016, ISBN 978-3-86505-737-2.[13][14]
- Trump! POPulismus als Politik, Bertz + Fischer, Berlin 2017, ISBN 978-3-86505-745-7.[15]
- mit Markus Metz: Freiheit und Kontrolle. Die Geschichte des nicht zu Ende befreiten Sklaven, suhrkamp, Berlin 2017, ISBN 978-3-518-12730-8.
- Is This the End? Pop zwischen Befreiung und Unterdrückung, Edition Tiamat, Berlin 2018, ISBN 978-3-89320-228-7[16]
- mit Markus Metz: Der Rechtsruck. Skizzen zu einer Theorie des politischen Kulturwandels, Bertz + Fischer, Berlin 2018, ISBN 978-3-86505-747-1.
- mit Markus Metz: Kapitalistischer (Sur)realismus. Neoliberalismus als Ästhetik, Bertz + Fischer, Berlin 2018, ISBN 978-3-86505-735-8
- mit Markus Metz: Freiheitstraum und Kontrollmaschine, bahoe books, Wien 2018, ISBN 978-3-903022-93-5
- Coronakontrolle – Nach der Krise, vor der Katastrophe, bahoe books, Wien 2020, ISBN 978-3-903290-37-2
- «Die sind alle hinter mir her» - Warum das Kino die Verschwörung so liebt, ZEIT Geschichte 3/2020, Vorsicht, Verschwörung!, S. 116–119, Hamburg 2020, Zeitverlag Gerd Bucerius.
- Die zweite Welle: Corona & Kultur: Eine Ästhetik der Krise – Eine Krise der Ästhetik, bahoe books, Wien 2021, ISBN 978-3-903290-53-2.
- mit Markus Metz: Beute & Gespenst. Lebenswelten im Neoliberalismus, Bertz & Fischer, Berlin 2021, ISBN 978-3-86505-760-0.
- mit Markus Metz: Wir Kleinbürger 4.0. Die neue Koalition und ihre Gesellschaft, Edition Tiamat, Berlin 2021, ISBN 978-3-89320-282-9.
- mit Markus Metz: Apokalypse & Karneval. Neoliberalismus: Next Level, Bertz & Fischer, Berlin 2022, ISBN 978-3-86505-769-3.
- Lucky Luke. Fast alles über den (nicht gar so) einsamen Cowboy und seinen Wilden Westen, Bertz & Fischer, Berlin 2023, ISBN 978-3-86505-774-7.
- Das Geld – Wie es in Leib, Seele und Gemeinschaft überspringt, bahoe books, Wien 2024, ISBN 978-3-903478-13-8.
- Chatbots, KI-Bildgeneratoren und Co. Wie Künstliche Intelligenz Alltag, Kultur und Gesellschaft verändert, Bertz & Fischer, Berlin 2024, ISBN 978-3-86505-777-8.
- Trump & Co. Der un/aufhaltsame Weg des Westens in die Anti-Demokratie, Bertz & Fischer, Berlin 2025, ISBN 978-3-86505-779-2.
- mit Markus Metz: Blödmaschinen II. Die Fabrikation der politischen Paranoia, Suhrkamp, Berlin 2025, ISBN 978-3-518-12846-6.

## Radio
- Adolf Wohlbrück – der melancholische Verführer, DLF-Kalenderblatt vom 9. August 2017 zum 50. Todestag des Schauspielers[17]
- „Wilde Erdbeeren“ von Ingmar Bergman, DLF-Kalenderblatt vom 26. Dezember 2017 zum 60. Jahrestag der Uraufführung
- Der französische Filmkritiker André Bazin, DLF-Kalenderblatt vom 18. April 2018 zum 100. Geburtstag des Filmtheoretikers
- Der italienische Filmregisseur Federico Fellini, DLF-Kalenderblatt vom 20. Januar 2020 zum 100. Geburtstag
- Vor 20 Jahren: Letzte Folge der ZDF-Hitparade. Popmusik als Ware, DLF-Kalenderblatt vom 16. Dezember 2020
- Meister der heimeligen Atmosphäre, DLF-Kalenderblatt vom 27. April 2021 zum 100. Geburtstag des Showmasters und Schauspielers Hans-Joachim Kulenkampff
- Hugo Strasser brachte Nachkriegsdeutschland den Swing, DLF-Kalenderblatt vom 7. April 2022 zum 100. Geburtstag des Klarinettisten

### (mit Markus Metz)
- Die digitale Zukunft des Kinos: Mythos, Magie und Bildermüll. Erstsendung am 19. März 2006 auf Deutschlandradio Kultur
- Pixel-Monsters elektronische Küsse – Die schöne neue Welt des digitalen Kinos, Radio-Feature, WDR 2006
- Das Kino, die Katastrophe und das komplexe System, RBB kulturradio, Perspektiven vom 15. Februar 2007
- Columbus, San Salvador, Indianer, Bayern 2, Das Kalenderblatt vom 11. Oktober 2007
- Schöner Klang, schrecklicher Lärm. Auf der Suche nach einer akustischen Ästhetik in einer lauten Zeit. Radio-Feature über Sounddesign, Deutschlandfunk 2008
- The Dick Files. Ein Science-Fiction-Autor fühlt sich beobachtet, Radio-Feature über den Autor Philip K. Dick, Deutschlandradio Kultur 2008
- „Ritzeratze! Voller Tücke, in die Brücke eine Lücke“ – Die Lange Nacht der Lausbubengeschichten, Zeitreisen, Deutschlandradio Kultur 2008
- Ein Jahrhundert Kino-Leidenschaft – Die Geschichte des ältesten Lichtspieltheaters der Welt, Zeitreisen, Deutschlandradio Kultur 2008
- Mockumenta 3. Der Fake-Event des Jahres 2009, Radio-Feature, Deutschlandradio Kultur 2009
- Über die transformative Hermeneutik der Quantenschwerkraft, Zeitreisen, Deutschlandradio Kultur 2009
- „Alles andere als kein Held“ – Die Wiederentdeckung des Schriftstellers Rudolf Lorenzen, Deutschlandradio Kultur 2009
- Das Kino spricht deutsch – Glanz und Elend der Synchronisation, Zeitreisen, Deutschlandradio Kultur 2009
- Elevator Blues. Fahrstuhl zum Penthouse. Radio-Feature über den Wandel der Bewohner oberer Stockwerke nach Einführung von Fahrstühlen, Deutschlandfunk 2009
- Hier werden Träume produziert. Das Bavaria Filmstudio Radio-Feature, SWR 2010[18]
- Monster, Mädchen und Motoren – Eine kurze Geschichte des Autokinos, Zeitreisen, Deutschlandradio Kultur 2010
- Süß und doof und sehr geschäftsfördernd – Die Erfolgsgeschichte des Maskottchens, Zeitreisen, Deutschlandradio Kultur 2010
- Niemandsland der Träume – Kino in Bosnien-Herzegowina, RBB kulturradio, Kulturtermin vom 23. Juni 2011
- Tintin und das Geheimnis des Erfolges - Eine Mythopoetik des Comic-Klassikers, Bayern 2, Zündfunk Generator, 6. November 2011
- Zombies! Dekonstruktion eines Mythos. Radio-Feature über Voodoo, Deutschlandfunk 2011
- Backenbart und Bikinizone – Eine kleine Kulturgeschichte der Körperrasur, Zeitreisen, Deutschlandradio Kultur 2011
- Und nicht vergessen... Freiheit, Demokratie und Solidarität, Bayern 2, Zündfunk Generator, 8. Januar 2012
- Willkommen in Mollywood, Bayern 2, Bayerisches Feuilleton vom 25. Februar 2012 über München als Filmstadt
- Trash. Eine Liebeserklärung. Radio-Feature über „Trash“ als Ehrentitel von Pop-Produkten, Deutschlandfunk 2012[19]
- „Süchtig nach Wahrhaftigkeit.“ Der Regisseur Michael Haneke. Radio-Feature, WDR 3 und Deutschlandfunk, 2012[20]
- Heldendämmerung: Anmerkungen zur postheroischen Gesellschaft, Radio-Feature, Deutschlandradio Kultur 2012
- „Das Leiden gehört dazu“ - Der Inszenierungskünstler Hans Jürgen Syberberg, Bayern 2, Bayerisches Feuilleton vom 27. April 2013
- Ozeanien im Allgäu - Die Südsee-Sammlung des Kapitäns Karl Nauer, Bayern 2, Land und Leute vom 1. September 2013
- Sex and Drugs and Rock'n'Roll in schwarz-weiß - Eine kleine Geschichte des Underground Comix, Bayern 2, Zündfunk Generator, 10. November 2013
- Sequel-Mania! Die Traumfabrik im Fortsetzungswahn, Bayern 2, Zündfunk Generator, 15. Dezember 2013
- Millionen-Bilder. Wie der Markt die Kunst verändert. Radio-Feature über die Wirkung des Kunstmarkts auf die Kunst, Deutschlandfunk, 2013[21]
- Interview mit der Sprechmaschine. Text-to-Speech-Programme und die Tücken künstlicher Kommunikation, Deutschlandradio Kultur 2013
- Geheimprojekt Freihandelsabkommen - Die Interessen der Konzerne können nicht die Interessen sein, die eine demokratische Gesellschaft hat, Bayern 2, Zündfunk Generator, 11. Mai 2014
- 2084! - Warum die Science Fiction gerettet werden muss, um der offenen Zukunft eine Chance zu lassen, Bayern 2, Zündfunk Generator, 9. November 2014
- Die große Enttäuschung. Krise und Renaissance der Demokratie, Bayern 2, Zündfunk Generator, 14. Dezember 2014
- Anarchist und Kinderfreund. Eine Lange Nacht über Kasperls Metamorphosen, Lange Nacht, Deutschlandfunk 2014
- Deep Impact – Kosmische Katastrophen, Radio-Feature, Deutschlandfunk 2014
- Über die Freiheit – Die dialektische Beziehung von Freiheit und Kontrolle, zweiteiliger Radio-Essay, Deutschlandfunk 2014
- Eine besondere Energie. Die Begegnung von Kunst und Pop, Radio-Feature, Deutschlandradio Kultur 2014
- Freiheit: gut. Kontrolle: besser! Demokratie und Überwachung, Bayerischer Rundfunk 2014 (mit Katja Amberger, Armin Z. Berger, Thomas Albus, Peter Veit; Regie: Markus Metz)
- Propaganda und Pop - Eine tückische Beziehung, Bayern 2, Zündfunk Generator, 9. August 2015
- Der Bergfilm - Gipfel der Gefühle, Bayern 2, 11. Oktober 2015
- Staub - Spiegel unserer Umwelt, Bayern 2, Radiowissen vom 12. November 2015
- „Liebe ist kälter als der Tod.“ Eine Lange Nacht über Rainer Werner Fassbinder,  Lange Nacht, Deutschlandfunk 2015
- Zwielicht am Abgrund. Eine Lange Nacht über Bösewichte und Verführer,  Lange Nacht, Deutschlandfunk 2015
- Best of Mao, Hitler, Stalin. Diktatoren als empfindsame Künstler, Radio-Feature, Deutschlandfunk 2015[22]
- Der Filmemacher Christoph Schlingensief. „75 Minuten mit der Faust auf die Leinwand“, Radio-Feature, Deutschlandfunk 2015
- Divestment als Strategie gegen den Klimawandel. „Zieht die Kohle ab!“, Radio-Essay, Deutschlandfunk 2015
- Wie deutsch kann Pop sein? - Musik und nationale Identität, Bayern 2, Zündfunk Generator, 6. März 2016
- Freihandel versus Demokratie - Sind CETA und TTIP mit demokratischen Gepflogenheiten vereinbar?, Bayern 2, Zündfunk Generator, 24. April 2016
- „Einer der wunderbarsten Schriftsteller“ - Ludwig II. und Edgar Allan Poe, Bayern 2, Bayerisches Feuilleton vom 11. Juni 2016
- Pfanni und die Kartoffelrevolution - Wie ein bayerisches Familienunternehmen Kochgeschichte schrieb, Bayern 2, Land und Leute vom 19. Juni 2016
- Wann darf und wann muss man jemanden einen Nazi nennen?, Bayern 2,  Zündfunk Generator, 31. Juli 2016
- Der Tanz um die "Schwarze Null" - Über den Mythos vom ausgeglichenen Haushalt, Bayern 2, Zündfunk Generator, 6.  November 2016
- Eckhard Henscheids Kampf gegen die Dummheit – Eine Reise ins Land der Dummdeutschen, Radio-Feature über Eckhard Henscheid, Autor der Neuen Frankfurter Schule und für die Satire-Zeitschriften pardon und Titanic, Deutschlandfunk 2016
- Was ist eigentlich Geld?, Radio-Essay, Deutschlandfunk 2016
- Schau-Spiel und Licht-Bild. Die Friedrich Wilhelm Murnau-Connection. Mit Hans Helmut Prinzler. Radio-Feature über den Filmemacher Friedrich Wilhelm Murnau. Erstsendung am 21. Januar 2017 auf Bayern 2[23]
- Donald Trump: Der Präsident als Pop-Phänomen, Bayern 2, Zündfunk Generator, 5. Februar 2017
- „Für ein Morgen!“ Über das Menschenrecht auf Zukunft, RBB kulturradio, Perspektiven vom 27. April 2017
- Freier Handel zwischen ungleichen Partnern? - Die "Economic Partnership Agreements" zwischen EU und Afrika, Bayern 2, Zündfunk Generator, 7. Mai 2017
- Der Traum vom Roten Planeten - Zum Mars!, Freistil-Feature, Erstsendung am 28. Mai 2017 im DLF (Regie: Thomas Wolfertz; Sprecher: Marietta Bürger, Daniel Wiemer, Glenn Goltz; Ton und Technik: Gunther Rose, Jens Müller; Redaktion: Klaus Pilger)
- „Der neue Adam - Der geplante Mensch“: Fragen zur Genetik und Pränataldiagnostik, Bayern 2, Nachtstudio vom 5. Juni 2017
- Kampf um die Köpfe - Wie die Neue Rechte den linken Theoretiker Antonio Gramsci vereinnahmt, Bayern 2, Zündfunk Generator, 18. Juni 2017
- Erzählen im Wandel: Die Welt als Serie - die Serie als Welt, Erstsendung am 13. August 2017 bei Essay und Diskurs im DLF
- Protest und Repression. Autoritäre Sicherheitskonzepte in postdemokratischen Zeiten, Bayern 2, Zündfunk Generator, 26. November 2017
- Der Mensch als Staatsbürger, Radio-Essay, Deutschlandfunk 2017
- Volk und Elite. Ein Krisenbericht, Bayern 2, 2017
- Methoden und Traditionen - Fortschritt als Versprechen, Erstsendung am 4. Februar 2018 bei Essay und Diskurs im DLF
- F for Fake - Vom Verschwinden der Wirklichkeit, Nachtstudio, Bayern 2, 6. März 2018
- Im Labyrinth der Seelen, Lange Nacht über Ingmar Bergman, Deutschlandfunk, 14. Juli 2018
- Sonderangebote: Wie durch „kreative“ Preisgestaltung Shopping-Impulse ausgelöst werden, Radio-Essay, Deutschlandfunk 2019[24]
- Heimat als Utopie: Heimat - der offene Begriff, Erstsendung am 3. Oktober 2019 bei Essay und Diskurs im DLF
- Traumland - Deutschland durch fremde Augen gesehen, DLF, Das Feature, 2019 (Regie: Antje Vowinckel; Sprecher: Katrin Jaehne, Oliver Brod, Mariel Jana Supka, Thomas Fränzel, Florian Anderer, Hüseyin Ekici; Ton und Technik: Ulli Hieber, Benjamin Ihnow; Redaktion: Tina Klopp)
- Zivilgesellschaft und Demokratie, SWR2-Feature vom 1. April 2020
- Pulp Fiction im Kaiserreich: Der Kolportage-Schriftsteller Robert Kraft, Freistil-Feature, Erstsendung am 23. August 2020 im DLF, Regie: Matthias Kapohl
- „Steck nie den Kopf in eine Hundehütte!“ - Philosophische Erkenntnisse mit den Peanuts, DLF-Feature vom 9. November 2020
- Vom Krisenhumor zur Humorkrise – Wie uns das Lachen verging, Erstsendung am 29. November 2020 bei Essay und Diskurs im DLF
- Die Psycho-Schubser – Nudging in Werbung und Politik, SWR2-Feature, 10. März 2021
- „Kriegsbilder“ - Über Narrative des Kriegs im Film, Deutschlandfunk, Essay und Diskurs, 4. April 2021
- Im Asphaltdschungel - Bullen, Cops und Commissarios in der populären Kultur, Freistil-Feature, Erstsendung am 2. Mai 2021 im DLF
- Politik und Krankheit - Ein Krisenbericht, Erstsendung am 23. Mai 2021 bei Essay und Diskurs im DLF
- Das Geheimnis der Sterntagebücher - Eine Lange Nacht über die Science-Fiction-Legende Stanisław Lem, Lange Nacht, Deutschlandfunk, 5. September 2021
- Zwischen Patientenwohl und Ökonomie – Krankenhäuser unter Druck, SWR2-Feature, 3. Dezember 2021
- Gliese 581c meldet sich - Wenn kosmische Nachbarn antworten, WDR 3, Kulturfeature vom 18. Dezember 2021
- Eine Beziehung und ihre Krisen - Kulturpolitik im Wandel, Erstsendung am 8. Mai 2022 bei Essay und Diskurs im DLF
- Der unbekannte Georg Kreisler - Abgründe und Absurditäten, WDR 3, Kulturfeature vom 16. Juli 2022
- Captain America - Superheld mit Traumata, Freistil-Feature, Erstsendung am 7. August 2022 im DLF (Regie: Thomas Wolfertz; mit Martin Bross, Anne Moll, Markus Bachmann, Jean Paul Baeck, Daniel Rothaug, Volker Lippmann, Rebecca Madita Hundt, Lisa Bihl, David Vormweg; Ton und Technik: Lukas Fehling, Wolfgang Rixius; Redaktion: Anna Seibt)
- Soft Power - Weiche Macht: Die Krise des Konzepts, andere Staaten für die eigenen Ziele zu gewinnen, Erstsendung am 11. September 2022 bei Essay und Diskurs im DLF
- Zur Verteidigung der Demokratie - Die Neuentdeckung des Liberalismus, Erstsendung am 27. November 2022 bei Essay und Diskurs im DLF
- Gesellschaft im Sog der Infantilisierung - Spiel, Spaß und ewige Jugend, Erstsendung am 23. April 2023 bei Essay und Diskurs im DLF
- Die Entführung der Mona Lisa, Lange Nacht, Deutschlandfunk, 24. Juni 2023
- Cassandra - Kann Literatur Krisen prophezeien?, WDR 3, Kulturfeature vom 2. September 2023
- Traumfabrik für die Welt, Lange Nacht über das Disney-Imperium, Deutschlandfunk Kultur, 7. Oktober 2023
- Verbrannt und vergessen - Deutsche Exilschriftsteller nach 1945, Bayern 2, Bayerisches Feuilleton vom 23. Oktober 2023
- Kulturkampf in Italien - Der Angriff der Rechten auf die Demokratie, Erstsendung am 18. Februar 2024 bei Essay und Diskurs im DLF

### Hörspiele (Auswahl)
- 2007: Mit Co-Autor Markus Metz: Mord in Studio 12 - Regie: Tobias Krebs (Original-Hörspiel – SWR)
- 2009: Mit Co-Autor Markus Metz: Mutterliebe - Regie: Tobias Krebs (Original-Hörspiel, Kriminalhörspiel – SWR)